# Hyggen
Hyggen is een plaats in de Noorse gemeente Asker, provincie Akershus. Hyggen telt 424 inwoners (2007) en heeft een oppervlakte van 0,56 km².
Hyggen is gelegen aan het Drammensfjord.